# Zelotes bicolor
Zelotes bicolor este o specie de păianjeni din genul Zelotes, familia Gnaphosidae, descrisă de Hu și Wu, 1989. Conform Catalogue of Life specia Zelotes bicolor nu are subspecii cunoscute.